# Nikotynoidy
Nikotynoidy – grupa kilkunastu alkaloidów o budowie i własnościach zbliżonych do nikotyny. Występują naturalnie, w odróżnieniu od neonikotynoidów, które są związkami syntetycznymi o zbliżonej budowie chemicznej.

Nikotyna, związek bazowy nikotynoidów
Anabazyna, jeden z nikotynoidów

## Występowanie
Występują w różnych ilościach np. w roślinach Nicotiana tabacum, Nicotiana rustica, Nicotiana glauca, Duboisia hopwoodii, Asclepias syriaca i Anabasis aphylla. Najbardziej rozpowszechnione to nikotyna, nornikotyna i anabazyna, pozostałe to m.in. dihydronikotyryna, anabazeina, miozmina i nikotyryna.

## Właściwości
Nikotynoidy są lotnymi, bezbarwnymi cieczami, które łatwo ciemnieją pod wpływem powietrza, oraz ze względu na silnie zasadowy charakter, łatwo tworzą sole z kwasami. Są jednymi z pierwszych stosowanych insektycydów – napar z tytoniu zalecano do niszczenia mszyc już w 1763 roku. Obecnie nikotyna i anabazyna są stosowane do zwalczania mszyc jako insektycydy kontaktowe oraz fumiganty. Najsilniejsze działanie insektycydowe mają te nikotynoidy, które charakteryzuje najwyższa zasadowość. Jest to przyczyną pewnej anomalii – związki, które są najbardziej aktywne, przy fizjologicznym pH występują głównie w formie zjonizowanej i nie są zdolne do przenikania poprzez barierę jonową otaczającą połączenia nerwowe owada. Warunkiem toksyczności nikotynoidów są:
- obecność pierścienia pirydyny[1][2]
- obecność silnie zasadowego atomu azotu w odległości ok. 4,2 Å od azotu pirydylowego[1][2]
- nie podstawiona pozycja pierścienia pirydynowego[1].

Toksyczne działanie nikotynoidów spełniających powyższe warunki polega najprawdopodobniej na konkurencji z acetylocholiną o dostęp do receptora acetylocholinowego.